# キノコ雲

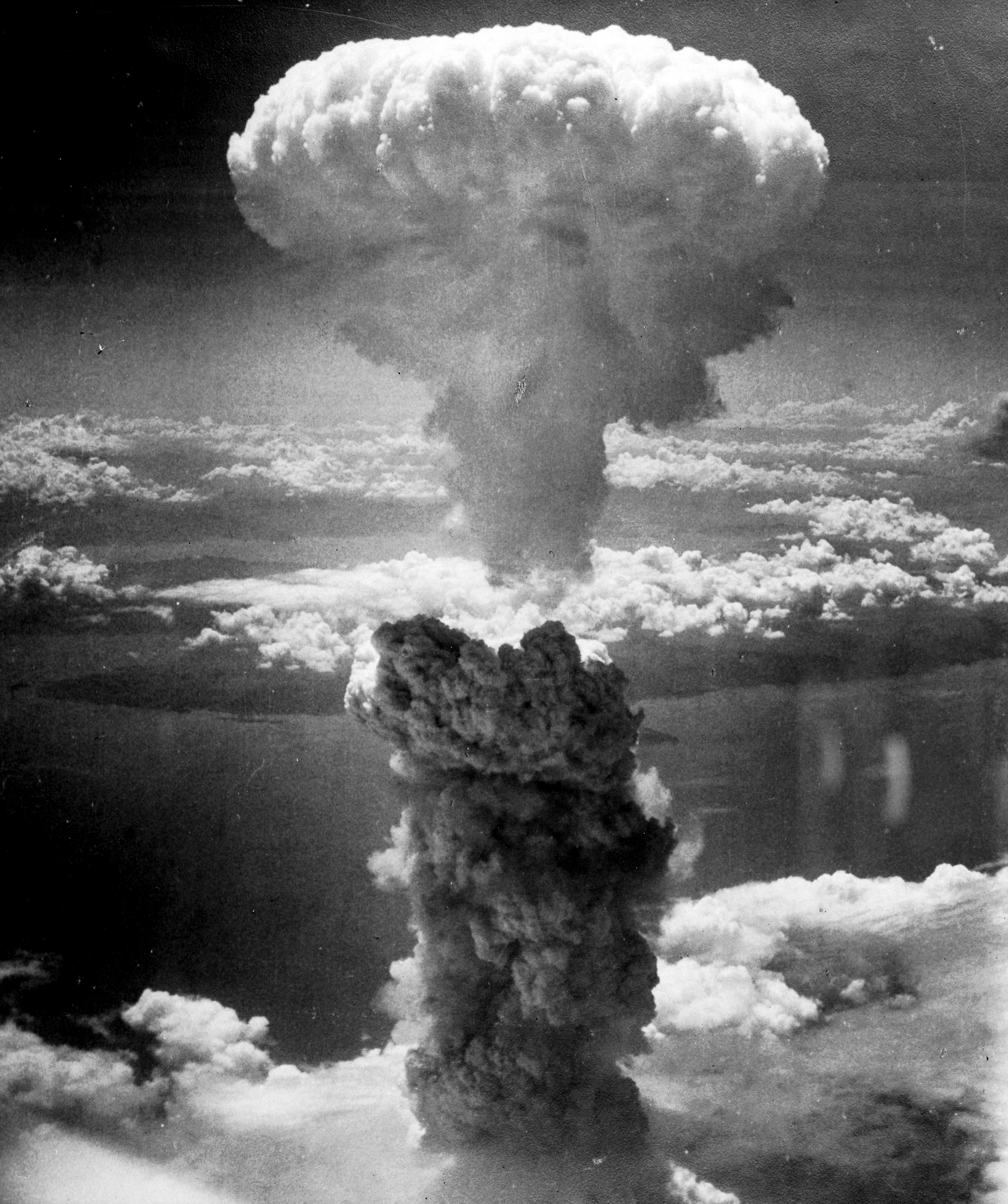
長崎市への原子爆弾投下に伴って発生したキノコ雲。

キノコ雲（きのこぐも、英語：Mushroom cloud）とは、水蒸気を含んだ大気中へ、膨大な熱エネルギーが局所的かつ急激に解放されたことによって生じた非常に強力な上昇気流によって発生する、対流雲の一種である。キノコ雲は積乱雲にまで成長することが普通であるうえ、通常の積乱雲では達しないような高さにまで雲頂が達する例も見られる。

## 成因

キノコ雲の構造。局所的で強い上昇気流が、外気を巻き込み、キノコ状の構造を形成する。

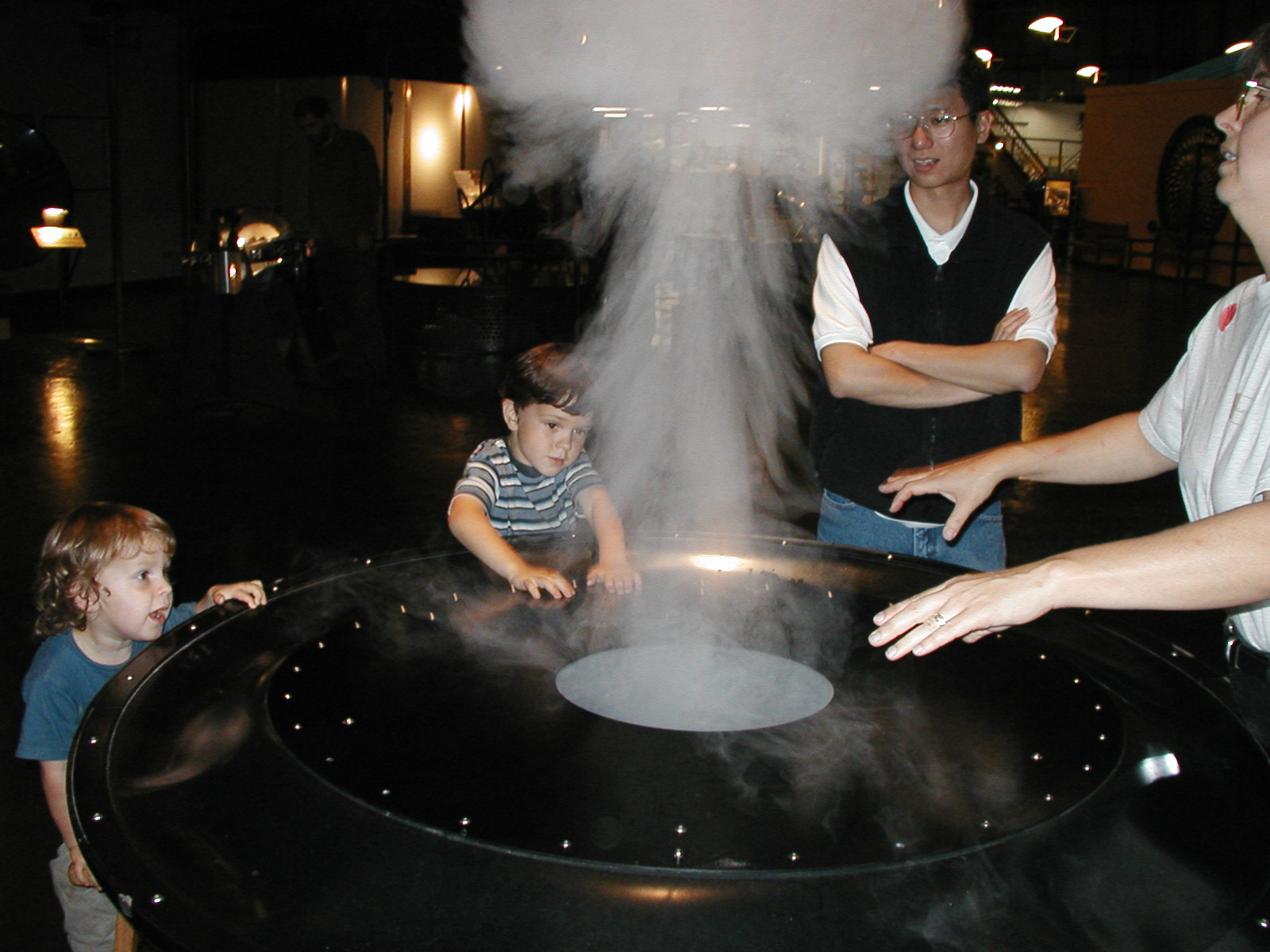
熱気を一瞬で放出し、霧や煙をマーカーに用いると、爆発や燃焼によらずキノコ雲様の現象を作ることができる。

キノコ雲を作るほどの急激な上昇気流を起こす熱源としては核爆弾や大量の爆薬の爆発、大量の燃料の急激な燃焼（爆燃）、火山の噴火などがある。キノコ雲の生成される要件は、あくまで何らかの原因によって熱気の塊が水蒸気を含んだ大気中に急速に出現することであり、爆発や燃焼は必ずしも必要ではない。

## 原子雲

アップショット・ノットホール作戦での核爆発。

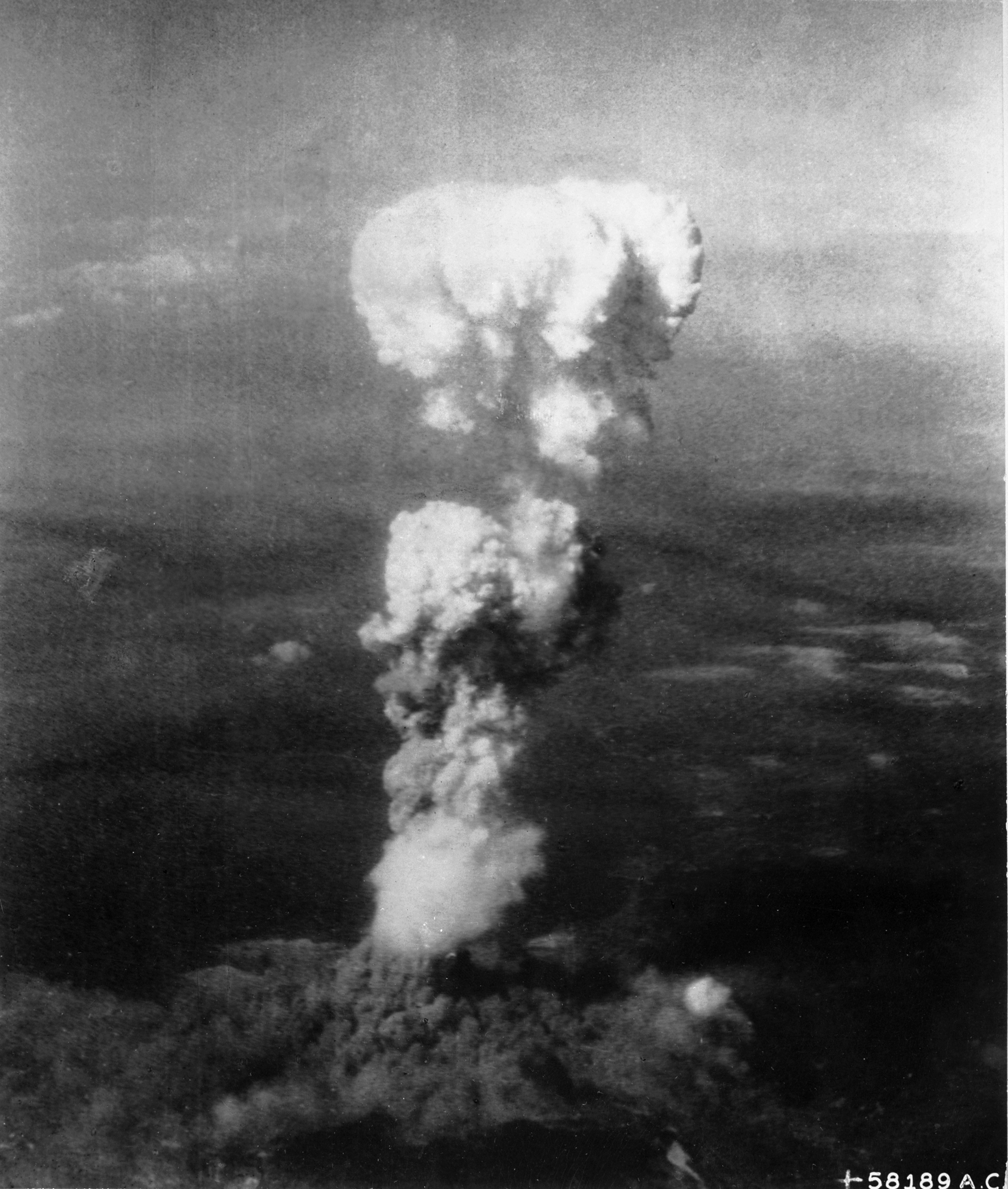
広島市への原子爆弾投下に伴って発生したキノコ雲。撮影された写真から、雲頂は約16キロメートルの高さまで成長したと推定されている。

原子爆弾や水素爆弾の核爆発によって生じるキノコ雲は原子雲ともいう。
大気圏内核爆発では瞬間的に巨大な火球が生じる。これは核反応時の莫大な熱や圧力などの膨張エネルギーや、核反応によって放出されたX線やガンマ線が空気中の原子に衝突してそれらの原子を励起するためであり、周囲の条件にもよるが、広島・長崎級の核爆発では直径200メートルから300メートル程度であった。広島・長崎では原子爆弾が空中で爆発し、火球は地表面に達しなかったものの、そのような場合でも火球から発する強い衝撃波が地表面を粉砕した。
また、火球がマイクロ秒単位の極めて短い時間で膨張し切る時、火球が発達した体積内とその周囲に存在したあらゆる気体は核反応エネルギーと火球膨張により、外側周囲全面に押し出されて衝撃波と共に爆風として放散される。この爆風の持続時間と風速は核反応によって生じた火球の膨張速度と体積に比例し、火球が大きく膨張時間が短いほど威力は強くなる。
火球は非常に高温度（太陽表面温度以上のレベル）であるため、地上付近での爆発では土砂や建造物などが気化して火球に取り込まれる。火球は極めて高温だが、上昇と時間経過につれて徐々に冷却されていく。その際、気化した物質や周囲から吸い込んだ水蒸気が凝結し、ドーナッツ状の還流運動をする雲の塊となる。火球が上昇した後の地表付近では、気圧差から大量の空気が流入し、破砕物や水蒸気を含んで上昇するため、火球につながる雲の柱が生じる（これは地上だけでなく空中爆発でも同様）。それが上空に達すると冷却される。その後、水平方向にも粒子が拡散し始めると重力によって地表に引き戻され、全体としてキノコ型を呈することになる。
初期の段階では、高温によって生じる亜硝酸や窒素酸化物や核分裂などの核反応の残骸である核分裂生成物などのために赤味や茶色味を帯びているが、温度の低下とともに水滴が多くなり、通常の雲と同様に白色となる。周囲の空気より温度が高い間は上昇を続け、冷却が進むと停止する。雲の形成速度は速く、1メガトンの核爆発の場合、気象条件にもよるが、高度約16キロメートル（10マイル）まで2.5秒、約19キロメートル（12マイル）まで3.8秒ほどである。
100ktを超える大規模な核爆発では頂部が成層圏まで到達し、1メガトンでは高度約20キロメートル、雲の半径は約9キロメートルにも達する。1954年3月1日のビキニ環礁での水爆実験（キャッスル作戦ブラボー実験）での15メガトン（正確には14.8メガトン）の核爆発では、キノコ雲の高度は約40キロメートル（13万フィート）、直径は約100キロメートルまで成長した。
原子雲を形成する火球は強い上昇力を持っているため、積乱雲と同じように雷や雨を伴う。広島や長崎で降った黒い雨がその例である。ただし、雲中には核兵器やその他の残骸や塵などの放射性物質が含まれている。
通常の積乱雲は持続的な上昇気流によって数時間以上は維持されるが、原子雲では火球が上昇を終えると成長は止まり、周囲に拡散して1時間程度で崩壊する。

### イベント
1976年、テキサス州ハーリンジンで行われた航空ショーでは、アメリカが広島市に落とした原子爆弾投下を再現するイベントが実施され、地上で爆薬を爆発させてキノコ雲の再現を行う演出まで加えられた。この「原爆ショー」には日本の広島市長や日本政府が抗議し、国際問題に発展した。

## 火山の噴煙
噴火する火山の噴煙も、状況によってはキノコ状となり、キノコ雲と呼ばれる。通常の高度は数千メートル程度であるが、特に巨大な爆発では成層圏やその上の中間圏に達する規模のものが見られる。

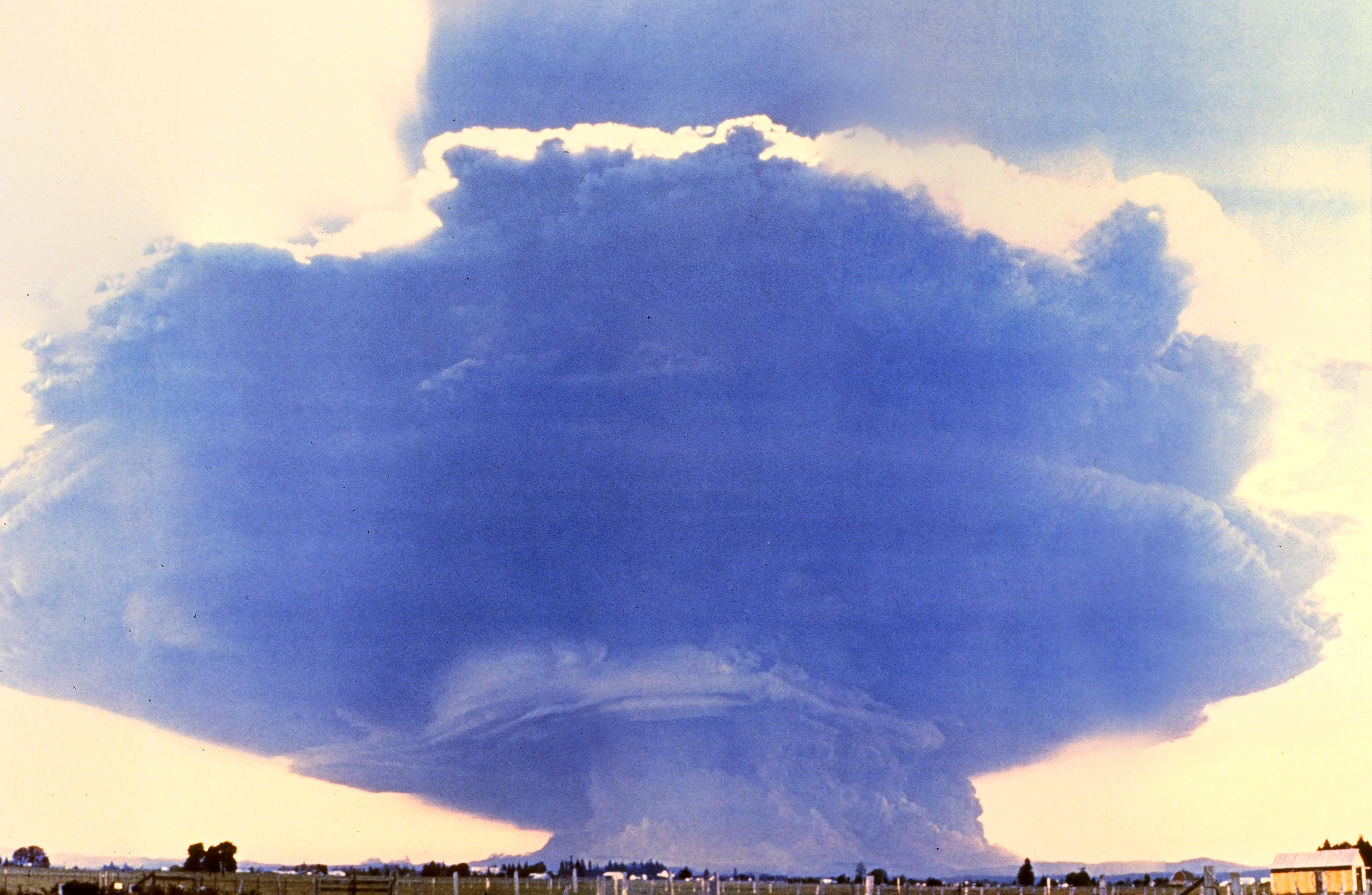
セント・ヘレンズ山の噴煙（1980年5月）
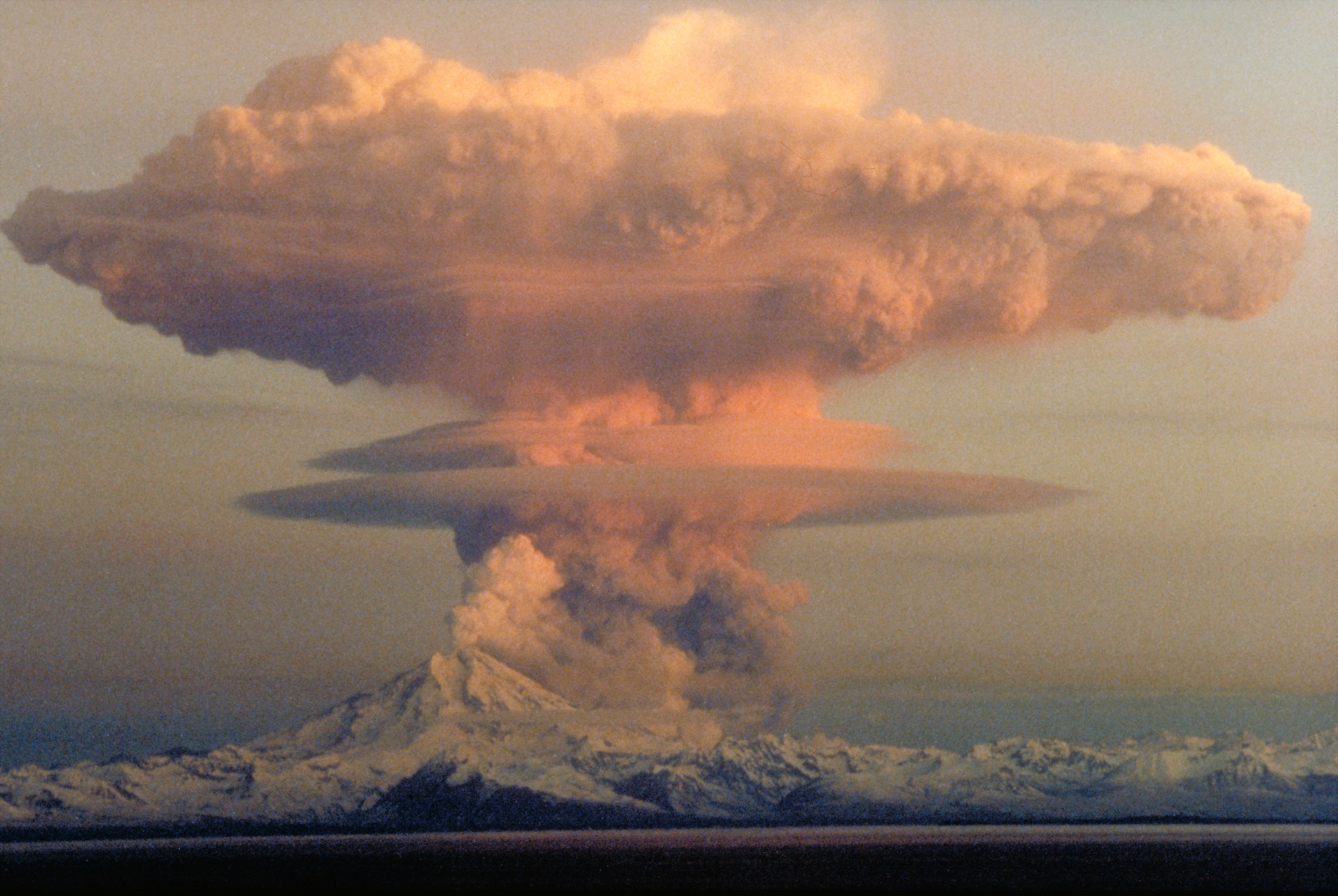
リダウト山の噴煙（1990年4月）
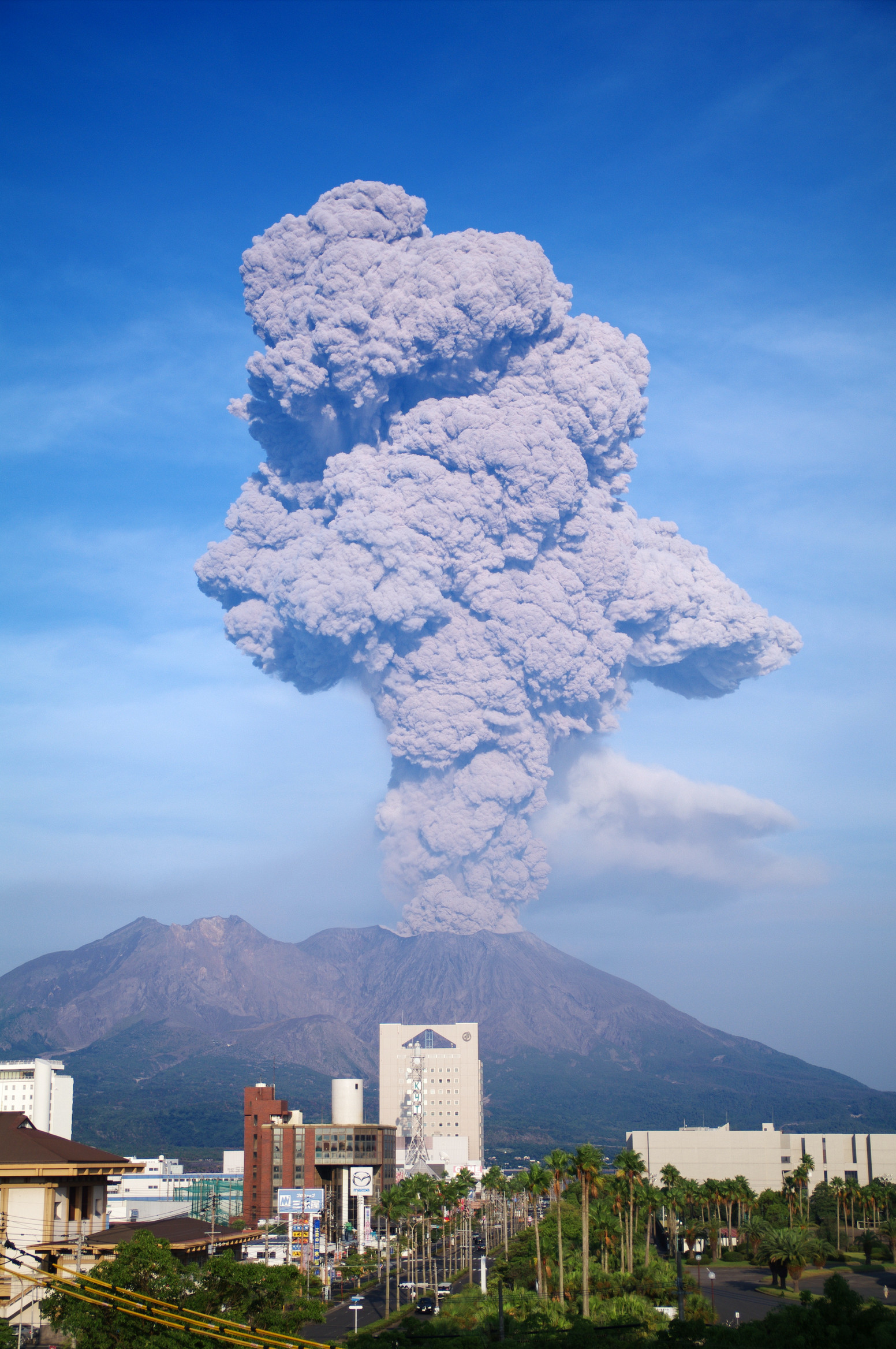
サリチェフ山の噴煙（2009年6月）
- 桜島南岳の噴煙（2009年10月）